# Indophanus dakshinus
Indophanus dakshinus is een keversoort uit de familie spitshalskevers (Silvanidae). De wetenschappelijke naam van de soort werd in 1982 gepubliceerd door Pal.